# Айрапетян, Эдуард Григорьевич
Эдуард Григорьевич Айрапетян (род. 1949) — армянский композитор. Заслуженный деятель искусств Республики Армения (2011).

## Биография
Родился 5 сентября 1949 года в Ереване, ныне Армения.
Сначала изучал композицию в музыкальном колледже им. Меликяна у Григора Ахиняна (1966—1968), а затем — под руководством Григора Егиазаряна в Ереванской государственной консерватории имени Комитаса (1968—1973).
Эдуард Айрапетян участник международного фестиваля в Будапеште в 1986 году, музыкального биеннале в Загребе в 1991 году, музыкальных фестивалей в Швеции (1992), Греции (1998), Одессе (1998 и 1999).
Его композиции исполняются во многих странах мира. Среди основных работ Айрапетяна: балет; симфонии; концерты для скрипки, альта, виолончели, флейты, гобоя, кларнета, фагота; двойной концерт для скрипки и альта; произведения для хора; циклы песен на стихи многих известных поэтов; сонаты для разных инструментов  .
Член Союза композиторов СССР с 1976 года.

## Награды
- 1993 — премия Союза композиторов Армении за концерт № 3 «Благовещение» для виолончели и камерного струнного оркестра; премия Арама Хачатуряна Министерства культуры Армении и Союза композиторов Армении за вокальный цикл.
- 2008 — премия Вагана Текеяна Культурного союза им. Текеяна за двойной концерт для скрипки, альта и камерного струнного оркестра.
- 2009 — премия Всемирного армянского конгресса и Союза композиторов Армении за камерную симфонию «Нарцисс»; золотая медаль Министерства культуры Армении.
- 2011 — заслуженный деятель искусств Республики Армения[3]
- 2018 — Государственная премия Республики Армения — за произведение «Концерт для фортепиано с симфоническим оркестром»[4].